# Schule am Baumkirchnerring

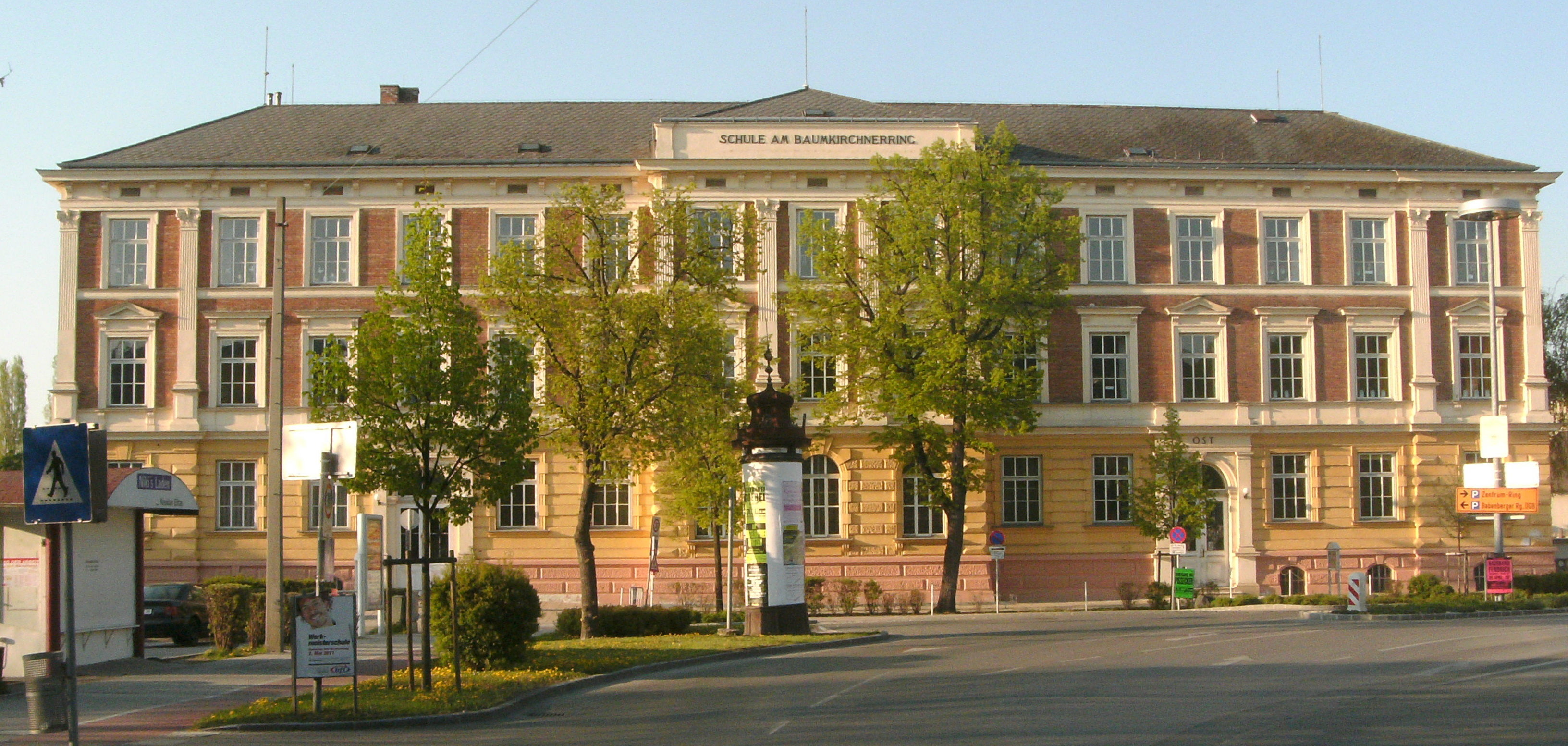
Volksschule Baumkirchnerring in Wiener Neustadt

Die Schule am Baumkirchnerring steht am Baumkirchnerring in der Stadtgemeinde Wiener Neustadt in Niederösterreich. Das Gebäude der Volksschule steht unter Denkmalschutz (Listeneintrag).

## Geschichte
Die Volksschule wurde als sogenannte Doppelvolksschule baulich mit zwei Eingängen Ost und West für Buben und Mädchen von 1888 bis 1889 erbaut und als Kaiser-Franz-Joseph-Jubiläums-Schule eröffnet und wird lokal auch nur kurz mit Jubiläumsschule bezeichnet.

## Leitung
- seit 2011: Maria Zoufal

## Architektur
Der monumentale dreigeschoßige Schulbau in Formen der Neorenaissance hat einen Sockel mit Diamantquaderung. Die Fassade der Obergeschoße wurde mit Kolossalpilastern und die Hauptfront mit einem mittigen Risalit gegliedert.